# Warriors of Fate
Warriors of Fate (Tenchi Wo Kurau II: Sekiheki no Tatakai au Japon, Sangokushi II en Asie) est un jeu vidéo à défilement horizontal de type beat them all développé et édité par Capcom sur borne d'arcade en octobre 1992. C'est la suite de Dynasty Wars, basée sur le manga japonais Tenchi wo Kurau, également réalisé sur CP System en 1989.

## Histoire
Warriors of Fate s'inspire de l'Histoire des Trois Royaumes. Les noms des personnages ont été changés dans la version internationale du jeu, mais la version asiatique conserve ceux du roman.
Aux alentours de l'an 200, le despote Akkila-Orkhan (Cao Cao) dirige le Shang-Lo. Bien que son règne ait plongé le pays dans la ruine, le livrant au meurtre et à la violence, il décide d'étendre sa néfaste influence sur ses voisins et de les envahir.
Alors qu'Akkila-Orkhan commence à réaliser ses projets, un homme, Kuan-Ti (Liu Bei), aidé des cinq plus grands guerriers de l'époque, fait face pour défendre ses terres et son peuple.

## Système de jeu
Le jeu propose à un maximum de trois joueurs de choisir entre cinq personnages de force et rapidé différentes. La progression se fait comme dans un beat them all classique de gauche à droite, et également en profondeur.
Deux boutons en plus du joystick sont utilisés pour les mouvements: coup et saut. Une pression combinée de ces deux boutons déclenche, comme dans Final Fight, un coup spécial. Il est également possible d'exécuter d'autres coups spéciaux de manière similaire à Street Fighter II (arcs de cercle et coups chargés). De nombreuses armes sont disponibles tout au long du jeu, ainsi que des chevaux, permettant aux guerriers de charger leurs ennemis avec puissance. La présence d'un archer dans les personnages jouables, fait assez rare dans ce genre de jeu, apporte de la variété au gameplay.

## Équipe de développement
- Programmeurs : Domesan, Xor, Tsu-Zy, 34-Sakontz
- Conception des personnages : Fukumoyan, Kyo-Chan, Tenman, Tama Chan, Tanuki, Ballboy, Mizumo, Yuusuke, Nonsuchi, Youjiro, Saotome, Kurata-N, Ume
- Onnanoko designer : Akiman
- Son : T. Yomage, Toshi Bull, Oyabun, Inu

## Rééditions
- 1996 - PlayStation et Saturn, uniquement au Japon.

## Série
1. Dynasty Wars : 1989
2. Warriors of Fate